# Франц Карл Негеле
Франц Карл Негеле (нім. Franz Karl Naegele; 7 грудня 1778 — 21 січня 1851) — видатний німецький акушер.
Навчався медицині в університеті Отто Фрідріха Бамберг, після чого працював лікарем в Бармені. В 1807 став професором Гейдельберзького університету Рупрехта-Карла.
Розробив правило для визначення дати майбутніх пологів, яке сьогодні названо на його честь — правило Негеле.
Також його ім'ям названо передній асинклитизм — асинклитизм Негеле

## Наукові праці
- Das weibliche Becken betrachtet in Beziehung auf seine Stellung und die Richtung seiner Höhle nebst Beyträgen zur Geschichte der Lehre von den Beckenaxen. (1825)
- Uber den Mechanismus der Geburt. translated into English in 1829 as «An essay on the mechanism of parturition».
- Das schräg verengte Becken; nebst einem Anhange über die wichtigsten Fehler des weiblichen Beckens. (1839); translated into English in 1939 as «The obliquely contracted pelvis, containing also an appendix of the most important defects of the female pelvis».
- Lehrbuch der Geburtshülfe (1843).[2]